# Lưu Lập
Lưu Lập (chữ Hán: 刘立, ? - 3), là chư hầu vương thứ mười hai của nước Lương dưới thời Tây Hán trong lịch sử Trung Quốc.
Lưu Lập là con cháu của Hán Văn Đế Lưu Hằng, thiên tử thứ năm của nhà Hán, thuộc nhánh của Lương Hiếu vương Lưu Vũ. Từ khi Lưu Vũ thụ phong ở Lương Quốc, truyền được 7 đời thì tới Lưu Lập. Năm 24 TCN, phụ thân Lưu Lập là Hoang vương Lưu Gia qua đời, Lưu Tập lên kế tập tước vương.

## Dâm loạn, hiếu sát
Lưu Lập thường nhân đêm tối rời Lương cung ra ngoài nhà dân, tìm đàn bà để tư thông, nhiều lần bị triều đình nhà Hán trách phạt, nhưng cũng chỉ bị cắt vài trăm hộ thực ấp. Cô của ông là Viên Tử (em Lưu Gia) đã lấy chồng là Nhâm Bảo (cũng là cậu của Lưu Lập) nhưng vẫn còn trẻ đẹp. Lưu Lập thấy thế ham thích, bèn tư thông với Viên Tử, nên bị họ ngoại oán ghét.
Sang năm Vĩnh Thủy đời Hán Thành Đế (16 TCN - 13 TCN), có người tố cáo Lưu Lập lên triều đình nhà Hán về việc ông xử tệ với nhà ngoại. Việc loạn luân của ông do đó bị phát giác. Hữu ti tấu lên Thành Đế hành vi của Lập chẳng khác cầm thú và xin giết đi. Thái Trung Đại phu Cốc Vĩnh cũng dâng thư lên Thành Đế rằng hành vi này không thể tha thứ được, xin Thành Đế giết đi nhưng Thành Đế lại bỏ qua việc này.
Sang năm Nguyên Diên (12 - 9 TCN), Lưu Lập đại thần Dương Thừa tố cáo mình trước đây, bèn sai người giết chết Dương Thừa rồi lại giết sát thủ diệt họa miệng, sau đó còn giết ba người. Việc bị phát giác, Hữu ti tâu lên Thành Đế, xin giết Lập đi. Thành Đế cũng không nỡ, chỉ tước đi 5 huyện thực ấp của nước Lương.
Sang năm Kiến Bình đời Hán Ai Đế (6 TCN - 3 TCN), Lưu Lập lại giết người. Thiên tử sai sứ giả đến Lương Quốc điều tra. Lưu Lập hoảng sợ, than khóc với Trung úy rằng mình từ nhỏ đã mất cha mẹ, sống cô độc ở trung cung cùng hoạn giả, tì thiếp, nên tính ngu tối và cầu xin được tha. Vụ án kéo dài đến cuối năm, sang xuân, triều đình đại xá, Lưu Lập cũng không bị trị tội.
Sau thời Hán Bình Đế (1 TCN - 5), ngoại thích Vương Mãng nắm quyền trong triều, chuẩn bị cướp ngôi nhà Hán. Lưu Lập liên kết với nhà ngoại Bình Đế ở Trung Sơn để chống họ Vương, bị thất bại. Vương Mãng phế Lập làm thứ nhân, dời sang Hán Trung. Lưu Lập tự sát ở đó, làm vương 27 năm, không rõ bao nhiêu tuổi. Nước Lương bị phế trừ, trở lại làm một quận thuộc nhà Hán.
Hai năm sau, triều đình phong cho cháu 8 đời của Hiếu vương Lưu Vũ là Lưu Âm làm Lương vương, kế tự Lương quốc, sau khi Vương Mãng cướp ngôi thì cũng bị phế.
Lưu Lập có một người con trai là Lưu Vĩnh.